# Litinye
Litinye (szlovákul: Ľutina, korábban Lučina) község Szlovákiában, az Eperjesi kerület Kisszebeni járásában.

## Fekvése
Eperjestől 25 km-re, Kisszebentől 9 km-re északnyugatra fekszik.

## Története
A települést 1330-ban „Lyutute”, más forrás szerint 1341-ben „Lethenya” néven említik először. Pécsújfalu határában keletkezett, a ma Hőnig határában fekvő Újvár várának uradalmához tartozott. 1427-ben „Lithine” alakban szerepel a dézsmajegyzékben. A Perényi, majd a 16. századtól a Péchy család birtoka volt. A középkorban erre haladt a Krakkóba menő kereskedelmi út. 1787-ben 55 házában 362 lakos élt. A 18.-19. században papírgyár működött a községben.
A 18. század végén Vályi András így ír róla: „LITINYE. Tót falu Sáros Várm. földes Ura Péchi Uraság, lakosai katolikusok, fekszik Pécsújfalunak szomszédságában, és annak filiája, határja is hozzá hasonlító.”
1828-ban 67 háza és 505 lakosa volt, akik mezőgazdasággal, állattartással, gyümölcstermesztéssel foglalkoztak. A falu addigi békés életét az 1831-ben kitört pestisjárvány dúlta fel, melyben lakossága nagyrészt elpusztult.
Fényes Elek 1851-ben kiadott geográfiai szótárában így ír a faluról: „Litinye (Lucina), orosz f., Sáros vármegyében, Hársháthoz keletre 1 órányira: 45 rom. kath., 428 g. kath. lak. A litinyei völgyben 9 fürészmalmot számlálhatni. Erdeje nagy és szép. F. u. a Péchy nemzetség. Ut. p. Eperjes.”
Az eperjesi görögkatolikus püspökség legnagyobb kegyhelye, 1851-ben egy Mária-jelenés után vált nevezetessé. 1852-ben Nagyboldogasszony ünnepén kegykápolnát szenteltek fel itt, a Szűzanya nagyméretű ikonját elhelyezve. Az ünnepség alatt tiszta vízű forrás fakadt mellette. 1855-ös dekrétumában IX. Piusz pápa Litinyét búcsújáróhelynek ismerte el. 1878 és 1930 között  épültek Szűz Mária, Szent Anna, Szent Miklós és Szent Kereszt kápolnái. 1908-ban a kegykápolna közelében új, nagy templomot építettek.
A trianoni diktátumig Sáros vármegye Kisszebeni járásához tartozott.
A nagy templomot 1988-ban II. János Pál pápa basilica minor rangjára emelte.

## Népessége
| Év:            | 1994. | 2004.   | 2014.    | 2024.   |
| -------------- | ----- | ------- | -------- | ------- |
| Emberek száma: | 434   | 428     | 472      | 483     |
| Eltérés:       |       | -1,38 % | +10,28 % | +2,33 % |

| Év:            | 2023. | 2024.   |
| -------------- | ----- | ------- |
| Emberek száma: | 484   | 483     |
| Eltérés:       |       | -0,20 % |

1910-ben 597, túlnyomórészt ruszin lakosa volt.
2001-ben 453 lakosából 435 szlovák volt.
2011-ben 469 lakosából 437 szlovák.

## Nevezetességei
Itt található Szlovákia egyik legnagyobb kegyhelye, búcsúja augusztus 15-én, Nagyboldogasszony ünnepén van. Kegykápolnája 1852-ben, görögkatolikus temploma 1908-ban épült.